# Franklin Mineral Museum
El Franklin Mineral Museum és un museu de minerals, geologia i mineria de l'antiga mina Franklin. Es troba a la localitat de Franklin, a l'estat de Nova Jersey (Estats Units).
La mina Franklin, que va romandre activa des de 1898 fins a mitjans de la dècada del 1950, es va convertir en un museu a l'aire lliure el 1964.
El museu té una gran col·lecció de minerals, un túnel de mina simulat i artefactes nadius americans. Fins i tot, els visitants poden recollir exemplars de minerals en diverses zones a les escombreres de l'antiga mina. A la sala de minerals locals s'hi poden trobar més de 5.000 exemplars exposats, sent una de les col·leccions de minerals més grans i diverses del món.